# 阿瑟鎮區 (密歇根州)
阿瑟鎮區（英語：Arthur Township）是位於美國密歇根州克萊爾縣的一個行政鎮區。

## 地方資料
阿瑟鎮區的面積為93.78平方千米，當中陸地面積為93.29平方千米，而水域面積為0.49平方千米。根據2020年美國人口普查的數據，當地共有人口676人，而人口密度為每平方千米7.21人。